# فولویو سسرا
فولویو سسرا (به انگلیسی: Fulvio Cecere) (زاده ۱۱ مارس ۱۹۶۰) بازیگر کانادایی است.
از فیلم‌های معروف او می‌توان به بازی در فیلم های بدون رزرو ، بالاترین نمره و حمله به کلانتری ۱۳ اشاره کرد.